# Friedel Keim

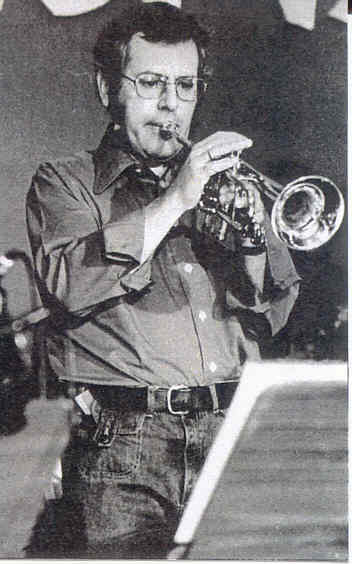
Friedel Keim 1980

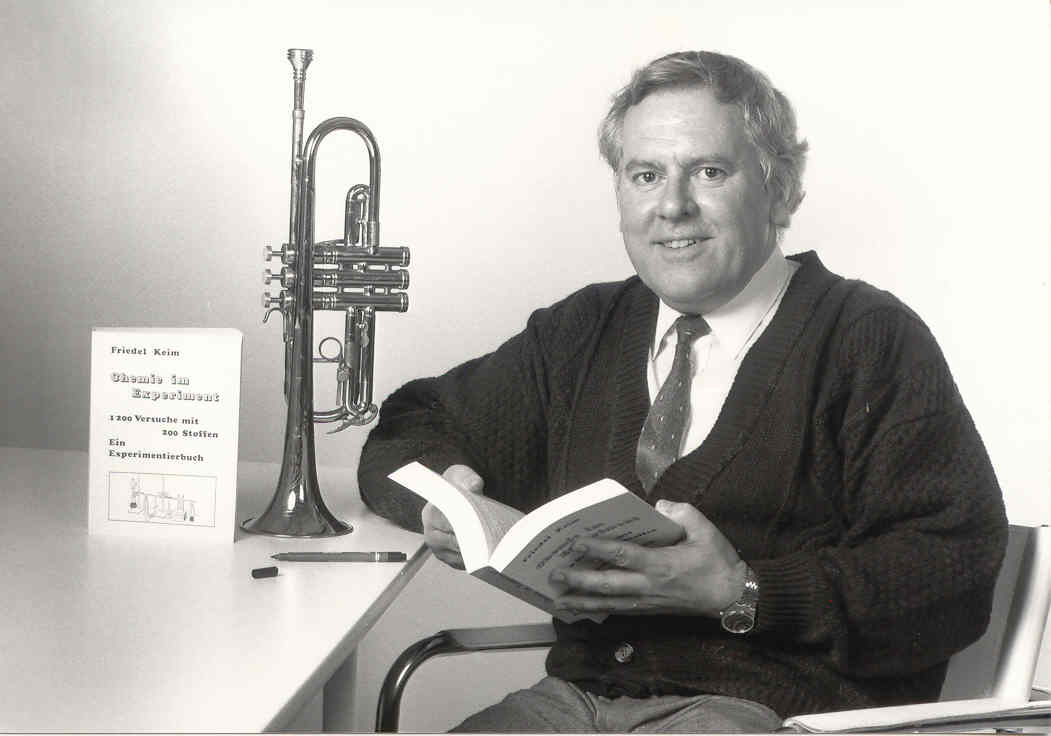
Friedel Keim 1990

Franz Friedrich (Friedel) Keim, * 9. Januar 1939 in Mainz, † 13. April 2022 in Mainz, war ein deutscher Musiker und Autor von Fachbüchern.

## Leben
Nach seinem Abitur 1958 am Gymnasium am Kurfürstlichen Schloss in Mainz war er bis zu seiner Pensionierung hauptberuflich im Personaldienst der Deutschen Bundesbahn tätig und studierte in seiner Freizeit Trompete bei Paul Ziegler vom Stadttheater Mainz. Von 1960 bis 1980 wirkte er als Trompeter, Bandleader und Arrangeur in den Tanzmusikbands „dream band“, „big seven“ und „big train“ mit.
Seine beiden Hobbys waren Musik, hauptsächlich nach Feierabend, und experimentelle Chemie. Friedel Keim wohnte in Mainz und war Autor mehrerer Fachbücher.

## Schriften
- Chemie im Experiment – 1200 Versuche mit 200 Stoffen – Ein Experimentierbuch. Eigenverlag, Mainz 1988 und 6/1990.
- Über dem hohen C – Eine Broschüre über die Trompete und die „High Note Blowers“, Trompeter, die in den höchsten Tönen blasen konnten bzw. können. Eigenverlag, Mainz 1996.
- Über dem hohen C – Ein Taschenbuch über die Trompete und die „High Note Blowers“, Trompeter, die in den höchsten Tönen blasen konnten bzw. können. Eigenverlag, Mainz 1997.
- Das Trompeter-Taschenbuch – Wissenswertes rund um die Trompete. Schott Musik International, Mainz 1999, ISBN 3-254-08377-6 (Serie Musik–Atlantis Schott).
- Das große Buch der Trompete – Instrument, Geschichte, Trompeterlexikon. Schott Musik International, Mainz 2005, ISBN 3-7957-0530-4.
- Das große Buch der Trompete – Band 2 – Instrument, Geschichte, Trompeterlexikon. Schott Music, Mainz 2009, ISBN 978-3-7957-0677-7.
- Das große Buch der Trompete – Band 3 – „Für meine Trompeterfreunde.“ Diskografie, Fotografien, Statistik, Nachträge, Fortsetzung des Trompeter-Lexikons. Eigenverlag, Mainz 2015.